# Luis Arce
Luis Alberto Arce Catacora (n. 28 septembrie 1963, La Paz, Bolivia), cunoscut și sub numele de Lucho Arce, este un politician bolivian care ocupă funcția de președinte al Boliviei din 2020, fiind cel de-al 67-lea bolivian care se află în această poziție. A fost ministru al economiei și finanțelor publice din 2006 până în 2017 și în 2019 în timpul administrației lui Evo Morales. Este membru al partidului politic Mișcarea pentru Socialism (MAS-IPSP).
Arce s-a născut în La Paz într-o familie de clasă mijlocie. A absolvit contabilitatea la Institutul de Educație Bancară din La Paz în 1984 înainte de a obține diplome în economie la Universitatea Superioară din San Andrés și la Universitatea Warwick din Anglia. A petrecut cea mai mare parte a anilor 1990 ca funcționar public într-o succesiune de posturi și predând economie la diferite universități. În 2006 a fost numit ministru al finanțelor de către noul președinte ales, Evo Morales. Arce a supravegheat o perioadă de creștere economică în Bolivia și, ca membru al MAS, și-a câștigat reputația de a fi tehnocrat.
Arce a fost ales candidat la președinție pentru Mișcarea pentru Socialism la alegerile generale din 2020, pe care le-a câștigat în primul tur cu 55,1% din voturi.